# Gouvernement Soro I
Pour les articles homonymes, voir Gouvernement Soro.
Seconde République
Banny II Soro II
Les services de la présidence de la république de Côte d'Ivoire ont annoncé, samedi 7 avril 2007, la composition du premier gouvernement Soro.
Ce nouveau gouvernement résulte de l'application des accords conclus le 4 mars dernier à Ouagadougou, au Burkina Faso, entre Laurent Gbagbo, le président de la république de Côte d'Ivoire, et Guillaume Soro, chef des Forces nouvelles (ex-rebelles) qui occupait depuis le mois de décembre un poste de ministre d'État, ministre de la Reconstruction et de la Réinsertion, dans le gouvernement dirigé par Charles Konan Banny.
Guillaume Soro a été nommé au poste de Premier ministre le 29 mars dernier, et la semaine qui a suivi cette nomination a notamment permis de négocier entre les différentes factions ivoiriennes leur participation au gouvernement chargé de préparer, dans un délai initialement fixé à dix mois, de nouvelles élections.
La formation politique soutenant le président Gbagbo, le Front populaire ivoirien (FPI) dispose de huit portefeuilles sur 33 dans la nouvelle équipe, dont six ministres qui ne changent pas d'attributions.
Les Forces nouvelles disposent également de huit portefeuilles, si l'on inclut la direction du gouvernement, dont trois ministres qui n'ont pas changé d'attributions.
Parmi les autres formations représentées dans cette nouvelle équipe :
- le Parti démocratique de Côte d'Ivoire (PDCI), qui compte 5 ministres ;
- le Rassemblement des républicains de Côte d'Ivoire (RDR), qui compte 5 ministres ;
- le Mouvement des forces d'Avenir (MFA), qui compte un ministre ;
- le Parti ivoirien des travailleurs (PIT), qui compte un ministre ;
- l'Union pour la Démocratie Citoyenne (UDCY), qui compte un ministre ;
- l'Union pour la démocratie et la paix en Côte d'Ivoire (UDPCI), qui compte un ministre ;
- ainsi que deux ministres réputés proches de M. Gbagbo sans être affiliés à un parti, et un ministre issu de la société civile.

Les proches de Laurent Gbagbo prennent en charge deux postes clés dans la nouvelle équipe : celui de l'Intérieur et celui de la Défense. Mais les Forces nouvelles accèdent aussi, outre l'accession à la tête du gouvernement, à des postes relativement importants : le portefeuille de la Justice et des Droits de l'Homme, ainsi que celui de l'Intégration africaine, susceptible de constituer un embryon de diplomatie parallèle non soumis à la tutelle du ministère des Affaires étrangères, qui reste entre les mains de Youssouf Bakayoko, membre du PDCI.

## Composition du gouvernement

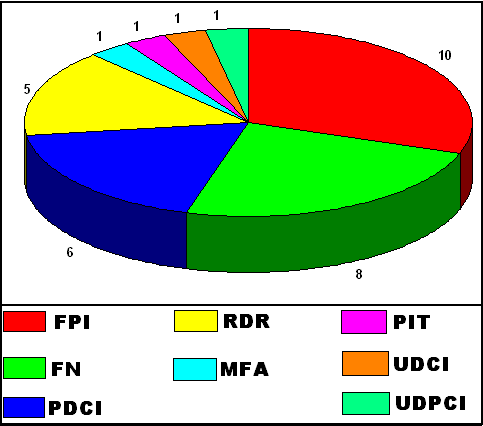
Composition du gouvernement par partis politiques

L'ordre des noms et prénoms est donné sous toutes réserves : on observe des différences non expliquées entre la composition annoncée sur le site de la présidence de la République ivoirienne et ce que peuvent rapporter certains organes de presse.
Deux secrétariats d'État existants dans la précédente équipe gouvernementale ont été supprimés : le secrétariat d'État à la Bonne gouvernance et le secrétariat d'État chargé de la Protection civile.
| Ordre | Nom du ministre                 | Fonctions                                                                      | Parti      | Observations              |
| ----- | ------------------------------- | ------------------------------------------------------------------------------ | ---------- | ------------------------- |
| 1     | Guillaume Kigbafori Soro        | Premier ministre, Chef du Gouvernement                                         | FN-MPCI    | changement d'attributions |
| 2     | Paul Antoine Bouabré Bohoun     | Ministre d’État, ministre du Plan et du Développement                          | FPI        | sans changement           |
| 3     | Désiré Asségnini Tagro          | Ministre de l’Intérieur                                                        | FPI        | nouveau ministre          |
| 4     | Michel Amani N'Guessan          | Ministre de la Défense                                                         | FPI        | changement d'attributions |
| 5     | Youssouf Bakayoko               | Ministre des Affaires étrangères                                               | PDCI       | sans changement           |
| 6     | Mamadou Koné                    | Garde des sceaux, ministre de la Justice et des Droits de l’homme              | FN         | sans changement           |
| 7     | Charles Koffi Diby              | Ministre de l’Économie et des Finances                                         | soc. civ.  | sans changement           |
| 8     | Amadou Coulibaly Gon            | Ministre de l’Agriculture                                                      | RDR        | sans changement           |
| 9     | Louis André Dacoury-Tabley      | Ministre de la Solidarité et des Victimes de guerre                            | FN-MPCI    | sans changement           |
| 10    | Albert Mabri Toikeusse          | Ministre des Transports                                                        | UDPCI      | changement d'attributions |
| 11    | Hubert Oulaye                   | Ministre de la Fonction publique et de l’Emploi                                | FPI        | sans changement           |
| 12    | Léon-Emmanuel Monnet            | Ministre des Mines et de l’Énergie                                             | FPI        | sans changement           |
| 13    | Sébastien Djédjé Dano           | Ministre de la Réconciliation nationale et des Relations avec les institutions | FPI        | sans changement           |
| 14    | Alphonse Douati                 | Ministre de la Production animale et des Ressources halieutiques               | FPI        | sans changement           |
| 15    | Gilbert Bleu-Lainé              | Ministre de l’Éducation nationale                                              | maj. prés. | nouveau ministre          |
| 16    | Marcel Benoît Amon-Tanoh        | Ministre de la Construction, de l’Urbanisme et de l’Habitat                    | RDR        | sans changement           |
| 17    | Dosso Moussa                    | Ministre de l’Enseignement technique et de la Formation professionnelle        | FN         | changement d'attributions |
| 18    | Patrick Achi                    | Ministre des Infrastructures économiques                                       | PDCI       | sans changement           |
| 19    | Théodore Mel Eg                 | Ministre de la Ville et de la Salubrité urbaine                                | UDCY       | changement d'attributions |
| 20    | Hamed Bakayoko                  | Ministre des Nouvelles technologies de l’information et de la communication    | RDR        | sans changement           |
| 21    | Youssouf Soumahoro              | Ministre du Commerce                                                           | FN         | changement d'attributions |
| 22    | Ibrahim Cissé Bacongo           | Ministre de l’Enseignement supérieur et de la Recherche scientifique           | RDR        | sans changement           |
| 23    | Rémi Kouadio Allah              | Ministre de la Santé et de l’Hygiène publique                                  | PDCI       | sans changement           |
| 24    | Christine Adjobi (Mme)          | Ministre de la lutte contre le SIDA                                            | FPI        | sans changement           |
| 25    | Amah Marie Tehoua (Mme)         | Ministre de l’Industrie et de la Promotion du secteur privé                    | PDCI       | sans changement           |
| 26    | Daniel Aka Ahizi                | Ministre de l’Environnement, des Eaux et Forêts                                | PIT        | sans changement           |
| 27    | Dagobert Banzio                 | Ministre de la Jeunesse, du Sport et des Loisirs                               | PDCI       | sans changement           |
| 28    | Jeanne Adjoua Peuhmond (Mme)    | Ministre de la Famille, de la Femme et des Affaires sociales                   | RDR        | sans changement           |
| 29    | Amadou Koné                     | Ministre de l’Intégration africaine                                            | FN         | sans changement           |
| 30    | Sidiki Konaté                   | Ministre du Tourisme et de l’Artisanat                                         | FN         | nouveau ministre          |
| 31    | Augustin Komoé Kouadio          | Ministre de la Culture et de la Francophonie                                   | maj. prés. | nouveau ministre          |
| 32    | Fatoumata Bamba(Mme), née Hamza | Ministre de la Reconstruction et de la Réinsertion                             | MFA        | nouvelle ministre         |
| 33    | Ibrahim Sy Savané               | Ministre de la Communication                                                   | FN         | nouveau ministre          |

## Galerie
| Image | Fonction                                                          |  | Nom                         | Parti      |
| ----- | ----------------------------------------------------------------- |  | --------------------------- | ---------- |
|       | Premier ministre                                                  |  | Guillaume Soro              | FNCI       |
|       | Ministre d'État, ministre du Plan et du Développement             |  | Paul Antoine Bohoun Bouabré | FPI        |
|       | Ministre de l'Intérieur                                           |  | Désiré Tagro                | FPI        |
|       | Ministre de la Défense                                            |  | Michel Amani N'Guessan      | FPI        |
|       | Ministre des Affaires étrangères                                  |  | Youssouf Bakayoko           | PCDI       |
|       | Garde des sceaux, ministre de la Justice et des Droits de l'homme |  | Mamadou Koné                | FNCI       |
|       | Ministre de l'Économie, de l'Industrie et des Finances            |  | Charles Koffi Diby          | Sans parti |
|       | Ministre de l'Agriculture                                         |  | Amadou Gon Coulibaly        | RDR        |

## Dissolution du gouvernement
Le vendredi 12 février 2010, Laurent Gbagbo dissout le gouvernement en même temps que la Commission électorale indépendante (CEI), à la suite de la crise ouverte par le refus du président de la CEI, Robert Beugré Mambé, de démissionner après le « dysfonctionnement manifeste de certains de ses services ». Guillaume Soro est aussitôt reconduit au poste de Premier ministre et chargé de proposer un nouveau gouvernement : le gouvernement Soro II.